# Municipio de Goshen (Iowa)
El municipio de Goshen (en inglés: Goshen Township) es un municipio ubicado en el condado de Muscatine en el estado estadounidense de Iowa. En el año 2010 tenía una población de 602 habitantes y una densidad poblacional de 7,6 personas por km².

## Geografía
El municipio de Goshen se encuentra ubicado en las coordenadas 41°33′35″N 91°11′9″O / 41.55972, -91.18583. Según la Oficina del Censo de los Estados Unidos, el municipio tiene una superficie total de 79.23 km², de la cual 77,53 km² corresponden a tierra firme y (2,14 %) 1,7 km² es agua.

## Demografía
Según el censo de 2010, había 602 personas residiendo en el municipio de Goshen. La densidad de población era de 7,6 hab./km². De los 602 habitantes, el municipio de Goshen estaba compuesto por el 93,69 % blancos, el 0,33 % eran afroamericanos, el 1 % eran asiáticos, el 2,82 % eran de otras razas y el 2,16 % eran de una mezcla de razas. Del total de la población el 6,15 % eran hispanos o latinos de cualquier raza.